# Charles VI (opera)

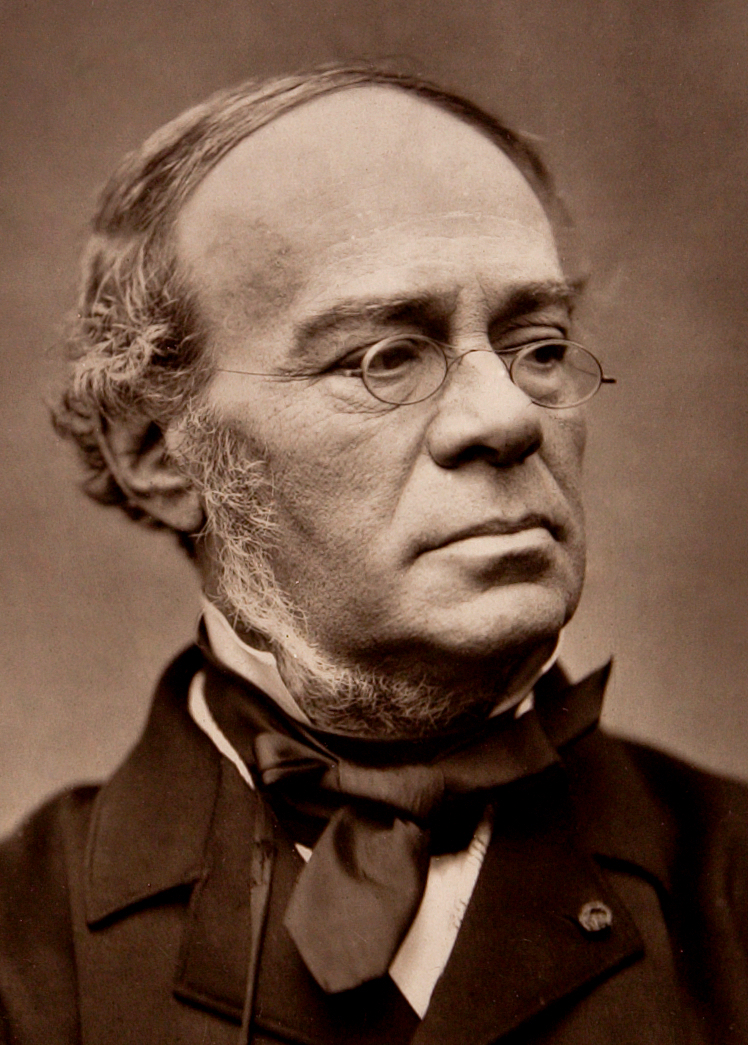
Fromental Halévy.

Charles VI (Karl VI) är en grand opera i fem alter med musik av Jacques Fromental Halevy samt libretto av Casimir Delavigne och hans bror Germain Delavigne.
Numret "Guerre aux tyrans!" blev berömt som en politisk protestsång.

## Uppförandehistorik
Operan hade premiär den 15 mars 1843 på Parisoperan i Salle Le Peletier. En reviderad version hade premiär den 4 oktober 1847 med nypremiär 1859 och framfördes totalt 61 gånger. Med början den 5 april 1870 gavs den på Théâtre Lyrique med Rosine Bloch i rollen som Odette och spelades 22 gånger.
Charles VI spelades också i Bryssel (2 oktober 1845), Haag (25 april 1846), New Orleans (22 april 1847), Buenos Aires (4 maj 1854), Batavia (27 april 1866), Barcelona (29 april 1871), Mexico city (19 januari 1882) och Marseille (8 april 1901). Den framfördes på tyska i Hamburg (13 februari 1851) och på italienska i Milano (16 mars 1876).
Framföranden under 1900-talet har varit sällsynt, men operan sattes upp i Compiègne 2005.

## Personer
| Roller                                                                                            | Stämma      | Premiärbesättning den 15 mars 1843 (Dirigent: - ) |
| ------------------------------------------------------------------------------------------------- | ----------- | ------------------------------------------------- |
| Le Dauphin, son till kung och arvinge till den franska tronen                                     | tenor       | Gilbert Duprez                                    |
| Charles VI, Kung av Frankrike                                                                     | baryton     | Paul Barroilhet                                   |
| Raymond, en bonde och före detta fransk soldat                                                    | bas         | Nicolas Levasseur                                 |
| Odette, dotter till Raymond                                                                       | mezzosopran | Rosine Stoltz                                     |
| Isabelle de Bavière, Drottning av Frankrike                                                       | sopran      | Julie Dorus-Gras                                  |
| Le duc de Bedfort (Hertig av Bedford)                                                             | tenor       | Canaple                                           |
| L'homme de la forêt du Mans                                                                       | tenor       | Jean-Étienne-Auguste Massol                       |
| Tanneguy du Chastel, en fransk kommendör                                                          | bas         | Ferdinand Prévôt                                  |
| Dunois                                                                                            | baryton     | Octave                                            |
| La Hire                                                                                           | baryton     | Martin                                            |
| Jean Poton de Xaintrailles                                                                        | tenor       | Saint-Denis                                       |
| En student                                                                                        | baryton     | Molinier                                          |
| Gontran, en soldat                                                                                | tenor       | Placide Poultier                                  |
| Lionel, en engelsk officer                                                                        | tenor       | Raguenot                                          |
| Louis d'Orléans, apparition                                                                       | tenor       | Brémond                                           |
| Jean sans Peur, apparition                                                                        | tenor       | Brémond                                           |
| Clisson, apparition                                                                               | tenor       | Brémond                                           |
| Le jeune Lancastre, son till hertigen av Bedford                                                  | stum roll   |                                                   |
| Kör: Franska och engelska riddare, hovfolk, franska och engelska soldater, pager, studenter, folk |             |                                                   |

## Handling
Plats: Frankrike
Tid: Flera år efter slaget vid Azincourt
Operan fokuserar på kung Charles VI, som tidvis led av galenskap. Han försöker besegra de engelska inkräktarna. Finalscenen äger rum i klosterkyrkan Saint-Denis. Odette, en fiktiv arvtagare till Jeanne d'Arc, försöker förhindra en komplott av drottning Isabella och hertigen av Bedford att ersätta kronprinsen med Bedfords son Lancastre. Hon hjälper till att återinsätta kronprinsen på sin rättmätiga plats om arvtagare till Frankrikes tron. Kungen är döende och de samlade fransmännen svär trohet till kronprinsen: Guerre aux tyrans! jamais en France, Jamais l'Anglais ne régnera ("Död åt tyrannerna! aldrig i Frankrike, Aldrig ska engelsmännen").